# Ospedale di Alcatraz

Una stanza in un reparto dell'ospedale

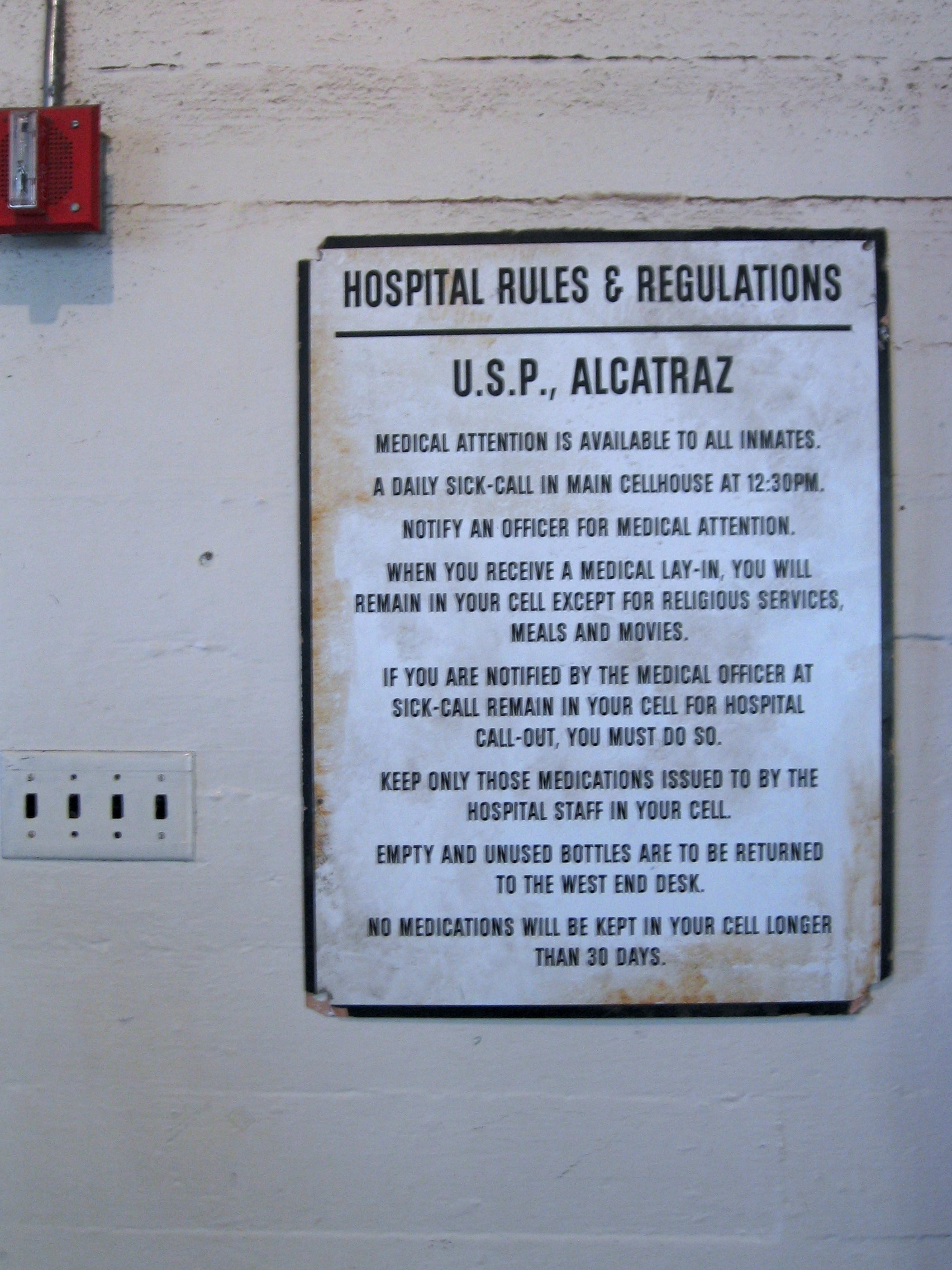
Il regolamento dell'ospedale appeso ad un muro.

L'Ospedale di Alcatraz è un ospedale oggi chiuso che un tempo era attivo sull'Isola di Alcatraz, in California, negli Stati Uniti. Iniziò ad operare alla fine del XIX secolo mentre l'esercito statunitense era responsabile di Fort Alcatraz e continuò ad operare poi durante il periodo in cui l'isola venne convertita in penitenziario. Per quanto Alcatraz oggi sia compreso nel Golden Gate National Recreation Area, l'ospedale non è incluso nei tour turistici.

## Storia
Nel 1870, l'ospedale militare sull'isola disponeva di dieci letti, oltre a tavoli, poltrone, lavelli e un portavivande. L'ospedale misurava in tutto 10 x 8 metri ed era riscaldato a carbone. La struttura venne espansa alla fine del XIX secolo.
L'ospedale del penitenziario venne inaugurato il 14 giugno 1934 e si occupava di dare assistenza medica e dentistica ai detenuti, al personale della prigione, agli impiegati del faro marittimo ed ai civili sull'isola. L'ospedale era posto al piano superiore della sala da pranzo. Disponeva di tre grandi reparti con cinque letti ciascuno, due reparti d'isolamento, una sala per trattamenti, una sala operatoria ed un'infermeria; a questi si aggiungevano un ufficio per un dottore, uno studio dentistico e l'ufficio del primario, oltre ad una cucina, ad un bagno con toilette e doccia. Durante gli anni al penitenziario, l'ospedale inizialmente si servì del personale della sanità pubblica americana. Un dottore risiedette all'isola sino agli anni '50 ma il taglio dei costi della struttura impose poi di servirsi di medici appositamente chiamati dalla terraferma. Due dei più noti tra i pazienti dell'ospedale furono Robert Stroud, l'"ornitologo di Alcatraz", che disponeva di una propria cella ospedaliera; e Al Capone che trascorse più tempo all'ospedale che nella propria cella nel carcere.